# Gródków
Gródków (do 31 grudnia 2016 Grodków) – wieś podmiejska w Polsce położona w województwie śląskim, w powiecie będzińskim, w gminie Psary; graniczy z miastem Będzin.

## Historia
Miejscowość ma metrykę średniowieczną i istnieje co najmniej od XV wieku. Wymieniona po raz pierwszy w 1443 w dokumencie zapisanym w języku łacińskim jako Grothkow, 1470–1480 Grodkow .
Wieś była własnością szlachecką, a później książęcą. W 1443 Wacław I cieszyński sprzedał księstwo wraz z Grodkowem biskupowi krakowskiemu kardynałowi Zbigniewowi Oleśnickiemu. Od XV wieku miejscowość należała do biskupstwa krakowskiego i leżała w województwie krakowskim w Koronie Królestwa Polskiego, a od unii lubelskiej z 1569 w Rzeczypospolitej Obojga Narodów. W latach 1470–1480 polski historyk Jan Długosz w dziele Liber beneficiorum dioecesis Cracoviensis odnotowuje we wsi istnienie łanów, a jako dziedzica wymienia Gawrusza herbu miecz i dwa księżyce widniejące na tarczy herbu Przeginia. W 1542 historyczne dokumenty własnościowe wymieniają we wsi dom oraz 2 zagrody znajdujące się na roli zwanej Gomółczyńską, łąkę zwaną Okrągła Łąka, rolę zwaną Piotrkowskie leżącą przy granicy z Psarami, a także pastwiska oraz las .
Po rozbiorach Polski miejscowość znalazła się w zaborze rosyjskim i leżała w Królestwie Polskim. W Słowniku geograficznym Królestwa Polskiego wymieniona jest pod nazwą Grudków jako wieś, folwark oraz majorat leżące w powiecie będzińskim w gminie Bobrowniki i parafii Grodziec. W 1881 w miejscowości znajdowały się 33 domy zamieszkiwane przez 235 mieszkańców. Wieś liczyła 306 morg ziemi włościańskiej oraz 132 morg ziemi majorackiej.
W latach 1975–1998 miejscowość administracyjnie należała do województwa katowickiego.